# Antechinus bellus
Espèce
Statut de conservation UICN

 VU A2be : Vulnérable
L'antechine fauve est une espèce de petit marsupial carnivore trouvé au nord de l'Australie. C'est le seul antechinus à vivre dans le Territoire du Nord.

## Description
Il est beaucoup plus pâle que les autres antechinus. Son pelage est gris clair et on peut le distinguer des autres espèces d'animaux analogues de la région (le "Sandstone Dibbler" et le "Red-cheeked Dunnart") par sa taille plus grande et sa couleur plus pâle.

## Distribution et habitat
Il habite l'extrémité nord du Territoire du Nord où il est assez commun. Il habite les forêts clairsemées subtropicales.

## Alimentation
Il se nourrit d'insectes

## Reproduction
La période des amours se situe au mois d'août. Les mâles meurent aussitôt après. Les jeunes naissent en septembre-octobre et sont sevrés en janvier. Les portées sont de dix petits.